# Koeleria luerssenii
Koeleria luerssenii là một loài thực vật có hoa trong họ Hòa thảo. Loài này được (Domin) Domin mô tả khoa học đầu tiên năm 1907.